# 24749 Grebel
24749 Grebel este un asteroid din centura principală, descoperit pe 24 septembrie 1992, de Lutz Schmadel și Freimut Börngen.